# William E. Cameron
William Evelyn Cameron, född 29 november 1842 i Petersburg, Virginia, död 25 januari 1927 i Louisa County, Virginia, var en amerikansk politiker (Readjuster Party). Han var guvernör i Virginia 1882-1886.

## Ungdom och inbördeskriget
Cameron studerade vid North Carolina Military Institute och därefter en kort tid vid Washington University. Han deltog i amerikanska inbördeskriget i sydstatsarmén och befordrades till kapten. Cameron utkämpade år 1869 en duell med publicisten Robert William Hughes. Duellen avbröts efter att Cameron sårades och ansågs inte i skick att kunna fortsätta.

## Guvernör
Cameron var borgmästare i Petersburg 1876-1882. Han efterträdde 1882 Frederick W.M. Holliday som guvernör. Readjuster Party, som Cameron representerade, hade sina anhängare bland både vita och svarta väljare. Cameron försökte i viss mån medverka till integreringen av raserna i Virginia. Han efterträddes 1886 som guvernör av Fitzhugh Lee.

## Gravplats
Cameron avled 1927 och gravsattes på Blandford Cemetery i Petersburg, Virginia.